# Лівр

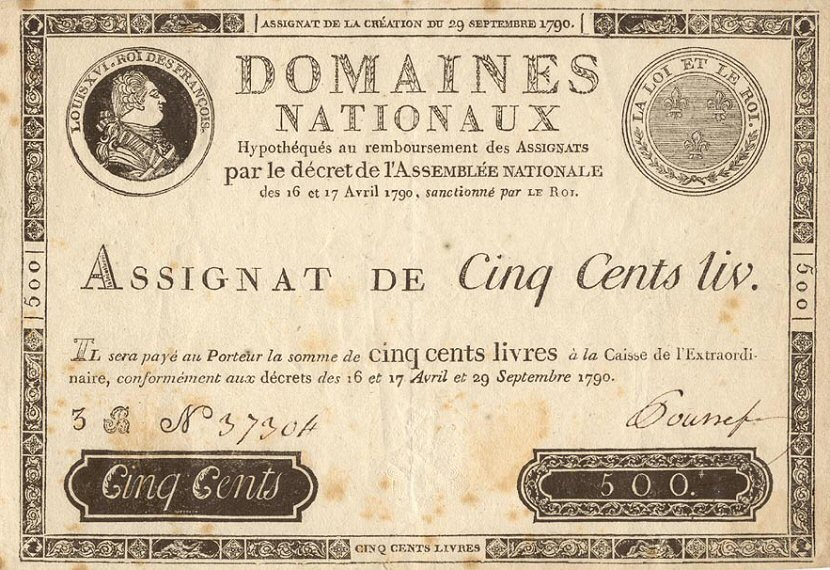
Королівський асігнат на 500 ліврів, 1790

Лівр (фр. livre, від лат. libra — фунт) — історична грошова одиниця Франції, що застосовувалась з 781-го до 1795, коли її замінив франк. Запроваджена Карлом Великим. Лівр поділявся на 20 су, а кожне су на 12 деньє.
Лівр також є старовинною французькою мірою ваги, що дорівнює приблизно 0,5 кг.

## Історичні дані
Перший лівр мав назву каролінський лівр (фр. livre carolienne), спочатку карбувалися тільки деньє. В різних регіонах країни використовувалися різні за вагою та вартістю ліври: наприклад, на території контрольованій королями Франції карбувався паризький лівр (фр. livre parisis), а у тоді ще незалежному Анжуйському графстві турський лівр (фр. livre tournois). У 1203 р. після приєднання Анжу турський і паризький ліври певний час співіснували в обігу разом і мали співвідношення 4 паризьких = 5 турських ліврів. Паризький лівр містив більшу кількість деньє — 15, однак з часом вийшов з обігу. Турський лівр залишався грошовою одиницею Франції до Французької революції, коли лівр був замінений на франк.